# Muckross Abbey

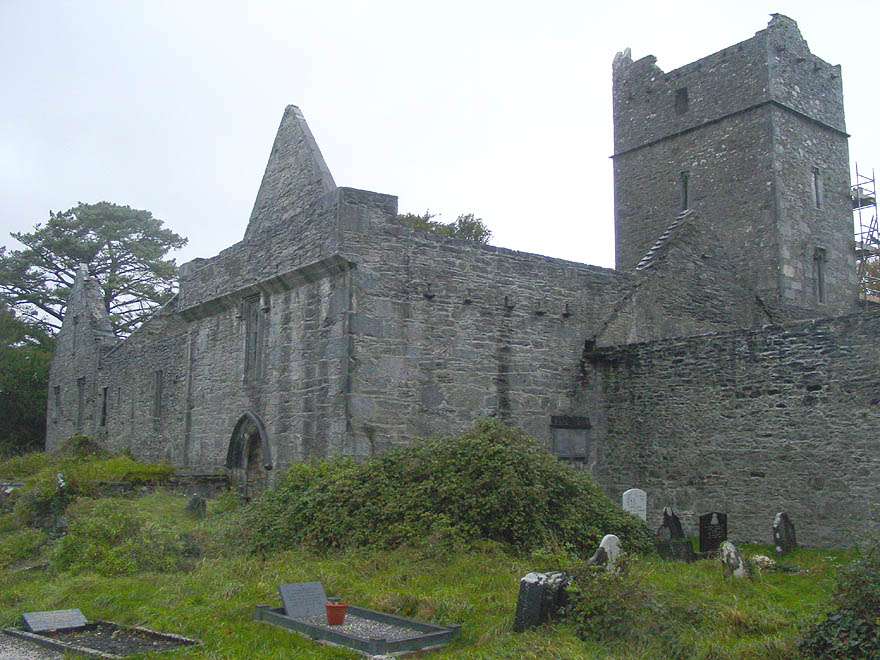
Muckross Abbey

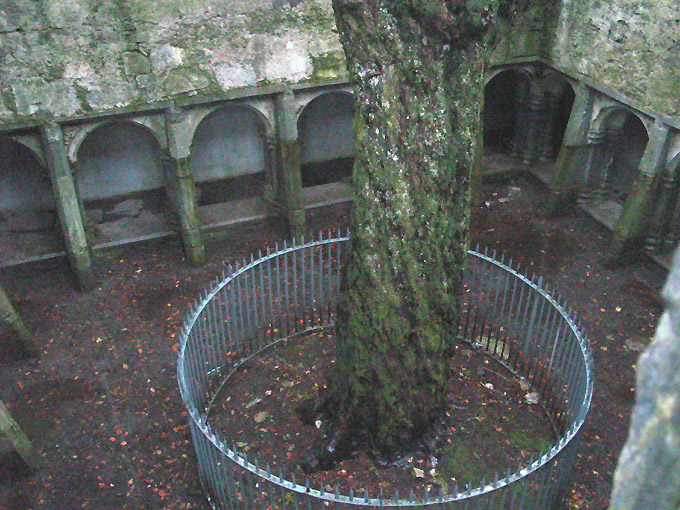
Innenhof von Muckross Abbey

Muckross Abbey (auch Muckross Friary, irisch Mainistir Locha Léin) ist eine bedeutende kirchliche Anlage im Killarney-Nationalpark im Südwesten von Irland. Die Abtei liegt etwa 5 km von Killarney und 1,2 km von Muckross House entfernt am Lough Leane in einem parkähnlichen Gelände inmitten eines Friedhofs.
Die Abtei wurde 1340 von Franziskanern gegründet. Jedoch gaben diese die Anlage bald wieder auf. Donal McCarthy Mor begann 1448 damit, die Anlage wiederherzustellen; die Arbeiten sollten 50 Jahre dauern. Die heute noch erhaltenen Gebäude stammen vor allem aus dieser Zeit. In ihrer bewegten Geschichte wurde Muckross Abbey mehrfach beschädigt und wiederaufgebaut. An den unterschiedlichen Baustilen erkennt man gut, dass Muckross Abbey in mehreren Abschnitten erbaut wurde. Der jüngste Abschnitt der Abtei ist der Vierungsturm, der so breit ist wie das Kirchenschiff.
Die Ruinen von Muckross Abbey sind recht gut erhalten. Bemerkenswert ist eine große Eibe mitten im Kreuzgang. Die Anlage ist heute Teil des Killarney-Nationalparks.
Im Inneren der Abtei und auf dem angrenzenden Friedhof sind Seafradh O’Donnchadha, Aodhagan O’Rathaille, Eoghan Rua O’Sulleabhain und Piaras Feiritéar begraben.
Diese lebten im 17. und 18. Jahrhundert und sind als die „Kerry Poets“ bekannt.